# マイホーム・コマンドー
『マイホーム・コマンドー』（原題：Suburban Commando）は、1991年制作のアメリカ合衆国の映画。
休養のために地球へ降り立ち、アメリカのとある家庭に下宿した宇宙戦士の活躍を描いたSFコメディ映画。プロレスラーのハルク・ホーガン主演・製作総指揮。

## あらすじ
遠い銀河系の彼方、銀河系十字軍戦士シェップは、宇宙征服を企む独裁者スーター将軍に捕らわれた惑星大統領の救出作戦を決行するが失敗、大統領はスーター将軍に殺されてしまった。
失意の中、シェップは上官ザナックの命令で、地球で休暇をとることになった。カリフォルニア郊外のとある町に降り立ったシェップは、宇宙船を廃屋に隠し、貸家の貼り紙を頼りに建築家のチャーリー・ウィルコックスの家に下宿させてもらうことに。
だが、地球のことを何も分からないシェップの常軌を逸した行動に、チャーリーは頭を抱える。そしてシェップの素性をつきとめようと彼の後をつけたチャーリーは、廃屋で宇宙船を発見、その中の武器のスイッチを誤って押してしまう。武器の発するエネルギーによってスーター将軍はシェップの居場所を探知、2人の殺し屋を地球に差し向ける。
一方、シェップは宇宙船のパワーの源となるクリスタルがチャーリーの上司のベルツのオフィスにあることを知ってそこへ赴くが、スーター将軍が差し向けた2人の殺し屋と遭遇、激しい戦いが始まる。

## キャスト
- シェップ・ラムジー：ハルク・ホーガン（吹替：玄田哲章）
- チャーリー・ウィルコックス：クリストファー・ロイド（吹替：納谷六朗）
- ジェニー・ウィルコックス：シェリー・デュヴァル（吹替：滝沢久美子）
- ザナック：ロイ・ドートリス（吹替：島香裕）
- エイドリアン・ベルツ：ラリー・ミラー（吹替：千田光男）
- スーター将軍：ウィリアム・ボール（吹替：飯塚昭三）
- マージー：ジョー・アン・ディアリング（吹替：叶木翔子）
- マーク・ウィルコックス：マイケル・ファウスティーノ（吹替：安達忍）
- テレサ・ウィルコックス：ローラ・ムーニー（吹替：川田妙子）
- ジャック・イーラム
- トニー・ロンゴ
- ブランスコム・リッチモンド
- ダスティ大佐：ジャック・イーラム（吹替：飯塚昭三）
- ハッチ（殺し屋コンビのひとり）：マーク・キャラウェイ（後のジ・アンダーテイカー）

※DVDには吹替未収録。